# 中川村
中川村（日语：／ Nakagawa mura */?）是位於日本長野縣南部的村，隸屬於上伊那郡。

## 地理
- 河川：天龍川

## 行政
- 村長：宫下健彦（2017年5月13日就任）